# Алихан тура
Алиха́н (уйг. ئەلىخان تۆرە / Әлихан төрә‎) — уйгурский государственный и политический деятель, первый президент Восточно-Туркестанской Революционной республики (ВТР), узбек по происхождению.

## Биография
Алихан тура родился в городе Токмак, по другим источникам в Карабалте (ныне в Киргизии) в религиозной семье. Отцом Алихана туры был Шокирхан тура, родом из Андижана (ныне Узбекистан). Алихан тура был средним из трёх сыновей Шокирхана туры. Получил высшее духовное образование в медресе Бухары. За знания в теологии получил от окружающих прозвище «тура». Дважды совершал хадж в Мекку (1905 и 1924 годах). В период с 1915 по 1923 годы преподавал теологию в Бухарском исламском медресе. В 20-е годы за критику советской власти четырежды подвергался аресту и содержался в тюрьме города Пишпек.
В ноябре 1930 года вновь арестовывается государственными органами СССР и приговаривается судом к 10 годам заключения. Перед отправкой в лагерь ГУЛАГа совершает побег, в 1931 году переходит советско-китайскую границу и обосновывается в Кульдже. В Кульдже занимается толкованием корана и лечением, а вскоре становится имамом мечети в местной махалле. Алихан тура набирает популярность среди мусульман и становится имамом соборной мечети Кульджи — «Бэйтулла». В 1937 году за антикитайские проповеди попадает в тюрьму, при вмешательстве местных влиятельных религиозных деятелей освобождается из заключения в 1941 году.

### Роль в становлении ВТР
После освобождения активно участвует в подпольной антикитайской деятельности. В 1943 году создает организацию «Шаркий Туркестан азатлык ташкилаты» («Организация свободы Восточного Туркестана»), в организацию входят влиятельные лица Илийского края: Рахимжан Сабирхажиев (татарин), Абдукерим Аббасов (татарин), Абдурауф Махсум (уйгур), Мухитдин (уйгур), Пурдунбек (уйгур), Мухаммаджан Махсум (уйгур), Умаржанбай (уйгур), Салих-жанбай (узбек). В 1943 в районе Нилка поднимается восстание коренного населения во главе с Гани Маметбакиевым, Фатих Муслимовым и Акбаром. Во время осады восставшими Кульджи, организация Алихана туры возглавляет восстание в городе.
12 ноября 1944 года коренным населением провозглашается Восточно-Туркестанская Республика. Президентом избирается Алихан Тура. 28 июля 1946 года Алихан Тура был похищен советскими спецслужбами и тайно вывезен в СССР (Ташкент, Узбекская ССР), где до конца своей жизни содержался под домашним арестом. Первые 2 года в Ташкенте жил у своего близкого друга, соратника и сокурсника по медресе Мир-и-Араб Дуржон кари Баратовым (ул. Зелинского, ныне ул. Каландар). После ему выделяют отдельное жилье. Будучи в Ташкенте, написал несколько книг, в том числе многотомный труд по истории ислама «Тарихи Мухамадия» и перевёл на узбекский язык «Уложения Амира Темура». Наибольшую ценность представляет тот факт, что несмотря на огромные сложности в виде провокаций и различных помех со стороны советских властей, Алихан тура вместе с кари Дуржон Баратовым и при тесной поддержке Управления мусульман Туркестана в лице муфтия Зияуддинхана-кари умудряются основать единственную мечеть (Ялангач) в Ташкенте, построенную в период моноатеизма СССР.
Умер 28 февраля 1976 года в возрасте 90 лет. Похоронен в Ташкенте на кладбище Кукча.